# María de Heredia
María de Heredia, död 1657, var en spansk skådespelare och teaterdirektör. 
Hon gifte sig 1620 med skådespelaren Tomás de Heredia och uppträdde med stor framgång i hans teatersällskap, fram till att hon grundade sitt eget sällskap. Hon var känd för sina roller som hjältinna och sina teateruppsättningar av Lope de Vega och Pedro Calderón de la Barcas pjäser. 